# Слонёнок заболел
«Слонёнок заболел» — советский короткометражный кукольный мультфильм режиссёра Ивана Уфимцева 1985 года. Уфимцев снял три фильма о приключениях слонёнка — «Слонёнок пошёл учиться» (1984), «Слонёнок заболел» (1985), «Слонёнок-турист» (1992).

## Сюжет
О коте-обманщике, которого вывели на чистую воду заболевший Слонёнок и его друг Верблюжонок.

## Съёмочная группа
- Автор сценария — Давид Самойлов
- Кинорежиссёр — Иван Уфимцев
- Художник-постановщик — Анатолий Курицын
- Кинооператор — Сергей Хлебников
- Художники-мультипликаторы: Наталья Дабижа, Сергей Косицын, Роман Митрофанов
- Композитор — Геннадий Гладков
- Звукооператор — Борис Фильчиков
- Монтажёр — Галина Филатова
- Редактор — Наталья Абрамова
- Куклы и декорации изготовили: Павел Гусев, Олег Масаинов, Михаил Колтунов, Наталия Барковская, Марина Чеснокова, Светлана Знаменская, Владимир Алисов, Валентин Ладыгин, Николай Закляков
- Директор съёмочной группы — Григорий Хмара

## Роли озвучивали
- Ролан Быков — Кот
- Сергей Колтаков — Слонёнок, Верблюжонок
- Леонид Ярмольник — Грач, районный врач

## Издания
- 2005 год — в мультсборнике «Про мамонтёнка» на DVD. Дистрибьютор: Крупный план.[2]
- 2006 год — в мультсборнике «38 попугаев» на DVD. Дистрибьютор: Крупный план.[3]